# 圣安娜-杜马图斯
圣安娜-杜马图斯是巴西北大河州的一个市镇。总面积1420.313平方公里，总人口17150人，人口密度12.1人/平方公里。